# Karen Carney
Karen Julia Carney, född 1 augusti 1987 i Solihull, är en engelsk fotbollsspelare (mittfältare).
Sedan 2005 spelar Carney för Englands damlandslag och sedan 2012 har hon även spelat enstaka matcher för Storbritanniens damlandslag. Sedan 2011 spelar hon även för det engelska klubblaget Birmingham City L.F.C. och hon har tidigare spelat för Arsenal WFC och amerikanska Chicago Red Stars.
Carney har talat öppet om hur hon periodvis drabbats av depressioner och haft självskadebeteende.